# Войтенков, Николай Григорьевич
Николай Григорьевич Войтенков (13 августа 1947, Шверин, Советская зона оккупации Германии — 22 апреля 2013, Гомель, Беларусь) — советский белорусский партийный и государственный деятель, председатель Гомельского облисполкома (1989—1995 и 1997—2001).

## Биография
Окончил Белорусский институт механизации сельского хозяйства, инженер-механик, затем — Академию общественных наук при ЦК КПСС. Член КПСС (1972—1991).
- 1969—1973 гг. — мастер Касьяновского авторемзавода г. Черемхова Иркутской области, затем заведующего ремонтными мастерскими колхоза имени Ленина Рогачёвского района, главный инженер того же колхоза, инструктор Гомельского обкома ЛКСМБ.
- 1973—1974 гг. — заместитель председателя.
- 1974—1977 гг. — председатель колхоза имени Ленина Рогачёвского района.
- 1977—1978 гг. — инструктор отдела оргработы Гомельского обкома КПБ.
- 1978—1981 гг. — председатель Рогачёвского райисполкома.
- 1981—1985 гг. — первый секретарь Рогачёвского горкома КПБ.
- 1985—1987 гг. — секретарь Гомельского обкома КПБ.
- 1987—1988 гг. — заведующий отделом сельского хозяйства и пищевой промышленности ЦК КПБ.
- 1988—1989 гг. — заведующий аграрным отделом ЦК КПБ.
- 1989—1994 гг. — председатель исполкома Гомельского областного Совета. На посту руководителя области сумел довольно успешно противодействовать демократическим тенденциям в горсовете. Вместе с тем он не являлся ретроградом, шёл на диалог с выразителями иной точки зрения, был открыт восприятию новых идей.
- 1995—1997 гг. — чрезвычайный и полномочный посол Республики Беларусь в Чешской Республике и Чрезвычайным и в Словацкой Республике по совместительству.
- 1997—2001 гг. — председатель Гомельского облисполкома.
- 2001—2009 гг. — посол МИД Беларуси по особым поручениям, курировал развитие отношений приграничных регионов Беларуси, России и Украины.

Депутат Верховного Совета Беларуси (1990—1995). Член Совета Республики Национального собрания Республики Беларусь, член Комиссии по региональной политике.

## Награды и звания
- Орден Почёта (25 апреля 2001 года) — за плодотворную работу в органах государственного управления, активную общественную деятельность[1].
- Орден «За заслуги» III степени (26 апреля 2001 года, Украина) — за весомый личный вклад в развитие сотрудничества и добрососедских отношений между регионами Украины и Республики Беларусь[2].
- Орден Трудового Красного Знамени.
- Орден Дружбы народов.
- Медаль «За отличие в охране государственной границы» (20 мая 1998 года) — за активную помощь пограничным войскам Республики Беларусь в их работе по охране государственной границы[3].
- Почётный гражданин Гомельской области (2012).
- Почётный гражданин Рогачёвского района.
- Почётная грамота Совета Министров Республики Беларусь (30 июля 1997 года) — за многолетнюю добросовестную работу в государственных и хозяйственных органах, активную общественную  деятельность и в связи с 50-летием со дня рождения[4].
- Почётная грамота Национального собрания Республики Беларусь (2 декабря 1999 года) — за заслуги в развитии законодательства, местного самоуправления и большой личный вклад в развитие экономики Республики Беларусь[5].

## Память
- На здании главного корпуса Гомельского медуниверситета установлена мемориальная доска в честь Николая Войтенкова (Гомель, ул. Ланге, 5). Открыта 2 июля 2024 года, в канун Дня Независимости Республики Беларусь. В здании главного корпуса медуниверситета до сентября 1991 года располагался областной комитет КПБ[6].